# Paredón Prisma Negro
Die Paredón Prisma Negro (spanisch für Schwarze Prismenwand) ist eine Felswand im Südosten der Brabant-Insel im Palmer-Archipel westlich der Antarktischen Halbinsel. Sie bildet die Nordostflanke des Lagrange Peak.
Argentinische Wissenschaftler benannten sie.